# Harry Hay (Schwimmer)
Harry Maitland Hay oder Henry Maitland Hay (* 5. Februar 1893 in Maitland, New South Wales; † 30. März 1952 in Manly, New South Wales) war ein australischer Schwimmer. Er gewann eine olympische Silbermedaille. Als Trainer betreute er Andrew Charlton.

## Leben
Der 1,78 Meter große Harry Hay schwamm für den Manly Swimming Club im gleichnamigen Stadtteil von Sydney. Seinen einzigen australischen Meistertitel gewann er 1922.
Bei den Olympischen Spielen 1920 in Antwerpen trat Hay in drei Wettbewerben an. Über 100 Meter Freistil schied er im Halbfinale aus. Über 400 Meter Freistil kam er nicht über den Vorlauf hinaus. Im Endlauf der 4-mal-200-Meter-Freistilstaffel erreichten Harry Hay, William Herald, Ivan Stedman und Frank Beaurepaire das Ziel 21 Sekunden hinter der Staffel aus den Vereinigten Staaten, hatten aber ihrerseits zwölf Sekunden Vorsprung auf die drittplatzierten Briten. Im Vorlauf war für Beaurepaire Keith Kirkland geschwommen.
Harry Hay wurde nach seiner eigenen aktiven Laufbahn Schwimmtrainer. Er betreute Andrew Charlton bei den Olympischen Spielen von 1924 bis 1932, bei denen Charlton insgesamt fünf Medaillen gewann. Außerdem trainierte Hay die Olympiateilnehmer Garrick Agnew, Rex Aubrey, Warren Boyd, William Kendall und Noel Ryan. Da hauptamtliche Trainer gemäß den Regeln für Olympische Spiele nicht erlaubt waren, wurde Hay offiziell als Physiotherapeut geführt. Hay starb an einem Herzinfarkt kurz vor der Abreise zu den Olympischen Spielen 1952 in Helsinki.